# Louise Boyd
Pour les articles homonymes, voir Boyd.
Louise Boyd (16 septembre 1887 – 14 septembre 1972) est une exploratrice, botaniste, photographe et documentariste américaine connue pour ses expéditions au Groenland et en Arctique. En 1955, elle est la première femme à voler au-dessus du pôle Nord, avec une équipe qui inclut le pionnier de l'aviation Thor Solberg.

## Biographie

### Jeunesse et formation
Louise Arner Boyd naît le 16 septembre 1887 à San Rafael (Californie) ; elle est la fille de Louise Cook Arner et de John Franklin Boyd, famille de rentier, ayant fait leur fortune lors de la ruée vers l'or. À la suite du décès de ses deux frères, elle se retrouve fille unique, ainsi elle sera la seule héritière de ses parents qui décèdent en 1919 et 1920, héritage qui lui assure son avenir et son indépendance,,.

### Carrière
En 1924, lors d’une croisière en Norvège, elle découvre la banquise, c'est une révélation[style à revoir] et elle se met à organiser sa propre expédition en Arctique.
En 1926, Louise affrète le bateau, le Hobby, pour sa première expédition en Arctique. Elle revient ses premières bobines de documentaires et plus de 700 photographies. Avec ce voyage, elle obtient une renommée et une popularité internationales.
De 1926 à 1941, elle organisera sept expéditions en Arctique.
En 1928, elle dévie sa seconde expédition, pour entreprendre des recherches pour retrouver l'explorateur norvégien Roald Amundsen, porté disparu. Elle parcourt 16 000 km en vain ; en gratitude de ses efforts, le gouvernement norvégien la nomme Chevalier de l’Ordre de Saint-Olaf.
En août 1934, après avoir été élue représentante américaine au Congrès Géographique International à Varsovie, en Pologne, Louise organise une expédition de trois mois à travers la campagne polonaise pour photographier et enregistrer les coutumes, les vêtements, l'économie et la culture des nombreuses ethnies (Polonais, Ukrainiens, Biélorusses et Lituaniens). Son récit de voyage a été complété par plus de 500 photographies et publié par l'American Geographical Society en 1937 sous le titre Polish Countrysides.
Avec le déclenchement de la Seconde Guerre mondiale, les connaissances qu'elle avait acquises au cours de ses expéditions au Groenland et dans l'Arctique devinrent stratégiques et sensibles, aussi, le gouvernement des États-Unis lui a demandé de ne pas publier le livre qu'elle écrivait sur ses expéditions de 1937 et 1938 et lui a demandé de diriger, pour le compte du National Bureau of Standards du ministère du Commerce, une expédition le long de la côte ouest du Groenland et le long de la côte de l'île de Baffin et du Labrador, afin .d'obtenir des données sur la transmission des ondes radioélectriques dans les régions arctiques (études de l'ionosphère, de géomagnétisme et des aurores boréales). Louise Boyd dirige l'expédition qui compte : une équipe scientifique de quatre hommes (dont un médecin) et un équipage de onze hommes sous le commandement du capitaine Bartlett.
À la fin de la guerre, Louise Boyd a presque 60 ans et se retire du monde des expéditions polaires. Toutefois, elle sera la première femme à voler au-dessus de pôle Nord en 1955.
Dans la suite de sa vie, elle anime de nombreuses conférences et reçoit des récompenses et honneurs académiques, devenant notamment membre honoraire de l’académie scientifique de Californie.

### Vie privée
Louise Boyd meurt le 14 septembre 1972 à San Diego.

## Divers
Ses photographies sont exposées au Marin History Museum de San Rafael (Californie),.

## Hommages
- Chevalier de l'ordre de Saint-Olaf

- Un cratère de la planète Vénus porte son nom en son honneur.

## Publications

### Essais
- The Fiord region of East Greenland, New York, American Geographical Society, coll. « Special publication, n°18 », 1935, 369 p. (OCLC 782131171, lire en ligne)
- Polish countrysides photographs and narrative, New York, American Geographical Society, coll. « Special publication, n° 20 », 1937, 235 p. (OCLC 492050342)
- The coast of northeast Greenland : with hydrographic studies in the Greenland Sea, New York, American Geographical Society, coll. « Special publication, n° 30 », 1948, 360 p. (OCLC 1179487, lire en ligne)

### Articles
- « Fiords of East Greenland: A Photographic Reconnaissance throughout the Franz Josef and King Oscar Flords », Geographical Review, vol. 22, no 4,‎ octobre 1932, p. 529-561 (39 pages) (lire en ligne )
- « Further Explorations in East Greenland, 1933 », Geographical Review, vol. 24, no 3,‎ juillet 1934, p. 465-477 (13 pages) (lire en ligne )
- « The Marshes of Pinsk », Geographical Review, vol. 26, no 3,‎ juillet 1936, p. 376-395 (20 pages) (lire en ligne )

## Pour approfondir

#### Notices dans des encyclopédies et manuels de références
- (en-US) Mignon Rittenhouse, Seven Women Explorers, Philadelphie, Pennsylvanie, Lippincott, 1er juin 1964, 164 p. (ISBN 9780397307838, lire en ligne), p. 118-135,
- (en-US) Elizabeth Fagg Olds, Women of the Four Winds : The Adventures of Four of America's first women explorers, Boston, Massachusetts, Houghton Mifflin (réimpr. 1999) (1re éd. 1 septembre 1985), 323 p. (ISBN 9780395957844, lire en ligne), p. 231-296,
- (en-US) Margo McLoone, Women Explorers in Polar Regions : Louise Arner Boyd, Agnes Deans Cameron, Kate Marsden, Ida Pfeiffer, Helen Thayer, Mankato, Minnesota, Capstone Press, 1er avril 1997, 58 p. (ISBN 9781560655084, lire en ligne), p. 8-13,
- (en-US) Anne Commire & Deborah Klezmer (dir.), Women in World History : a Biographical Encyclopedia, Waterford, Connecticut, Gale, 13 septembre 1999, 920 p. (ISBN 9780787640613, lire en ligne), p. 859-861,
- (en-US) Mark C. Carnes & John Arthur Garraty (dir.), American National Biography, vol. 3 : Blatchford - Burnet, New York, Oxford University Press, USA, 1er janvier 1999, 973 p. (ISBN 9780195127829, lire en ligne), p. 314-316,
- (en-US) Joyce Duncan, Ahead of Their Time : A Biographical Dictionary of Risk-Taking Women, Westport, Connecticut, Greenwood Press, 30 novembre 2001, 317 p. (ISBN 9780313316609, lire en ligne), p. 74-76,

#### Essais et biographies
- (en-US) Durlynn Anema, Louise Arner Boyd : Arctic Explorer, Greensboro, Caroline du Nord, Morgan Reynolds Inc., 1er mai 2000, 120 p. (ISBN 9781883846428, lire en ligne),
- (en-US) Dan Rosen, Louise Anrner Boyd and Glaciers, Boston, Massachusetts, Houghton Mifflin, 1er janvier 2009, 24 p. (ISBN 9780547025100, lire en ligne),
- (en-US) Durlynn Anema, Taming the Arctic : The 20th Century Renown Explorer, Louise Arner Boyd, Parker, Colorado, National Writers Press, 30 août 2013, 188 p. (ISBN 9780881001587, lire en ligne),
- (en-CA) Joanna Kafarowski, The Polar Adventures of a Rich American Dame : A Life of Louise Arner Boyd, Toronto, Canada, Dundurn Press, 28 novembre 2017, 372 p. (ISBN 9781459739703, lire en ligne),

#### Articles
- (en-US) « Louise Arner Boyd », sur American Polar Society Luminary,
- (en-US) Walter A. Wood &  A. Lincoln Washburn, « Obituary: Louise Arner Boyd (1887-1972) », Geographical Review, vol. 63, no 2,‎ avril 1973, p. 279-282 (4 pages) (lire en ligne )